# Погребищенська міська територіальна громада
Погребищенська міська територіальна громада — територіальна громада в Україні, у Вінницькому районі Вінницької області. Адміністративний центр — місто Погребище.
Площа громади — 1199,89 км², населення — 28321 осіб (2020).
Утворена 12 червня 2020 року шляхом об'єднання всіх міських та сільських рад Погребищенського району.

## Населені пункти
У складі громади 1 місто (Погребище) і 59 сіл:
- Адамівка
- Андрушівка
- Бабинці
- Бистрик
- Білашки
- Борщагівка
- Булаї
- Бурківці
- Бухни
- Васильківці
- Веселівка
- Вишнівка
- Гопчиця
- Григорівка
- Дзюньків
- Довгалівка
- Довжок
- Задорожнє
- Збаржівка
- Іваньки
- Круподеринці
- Кулешів
- Кур'янці
- Левківка
- Ліщинці
- Малинки
- Мончин
- Морозівка
- Надросся
- Новофастів
- Обозівка
- Озерна
- Ординці
- Очеретня
- Павлівка
- Паріївка
- Педоси
- Плисків
- Погребище Друге
- Погребище Перше
- Попівці
- Розкопане
- Саражинці
- Свитинці
- Скибинці
- Смаржинці
- Сніжна
- Сопин
- Соснівка
- Спичинці
- Станилівка
- Старостинці
- Степанки
- Талалаї
- Травневе
- Філютка
- Черемошне
- Ширмівка
- Юнашки

## Галерея

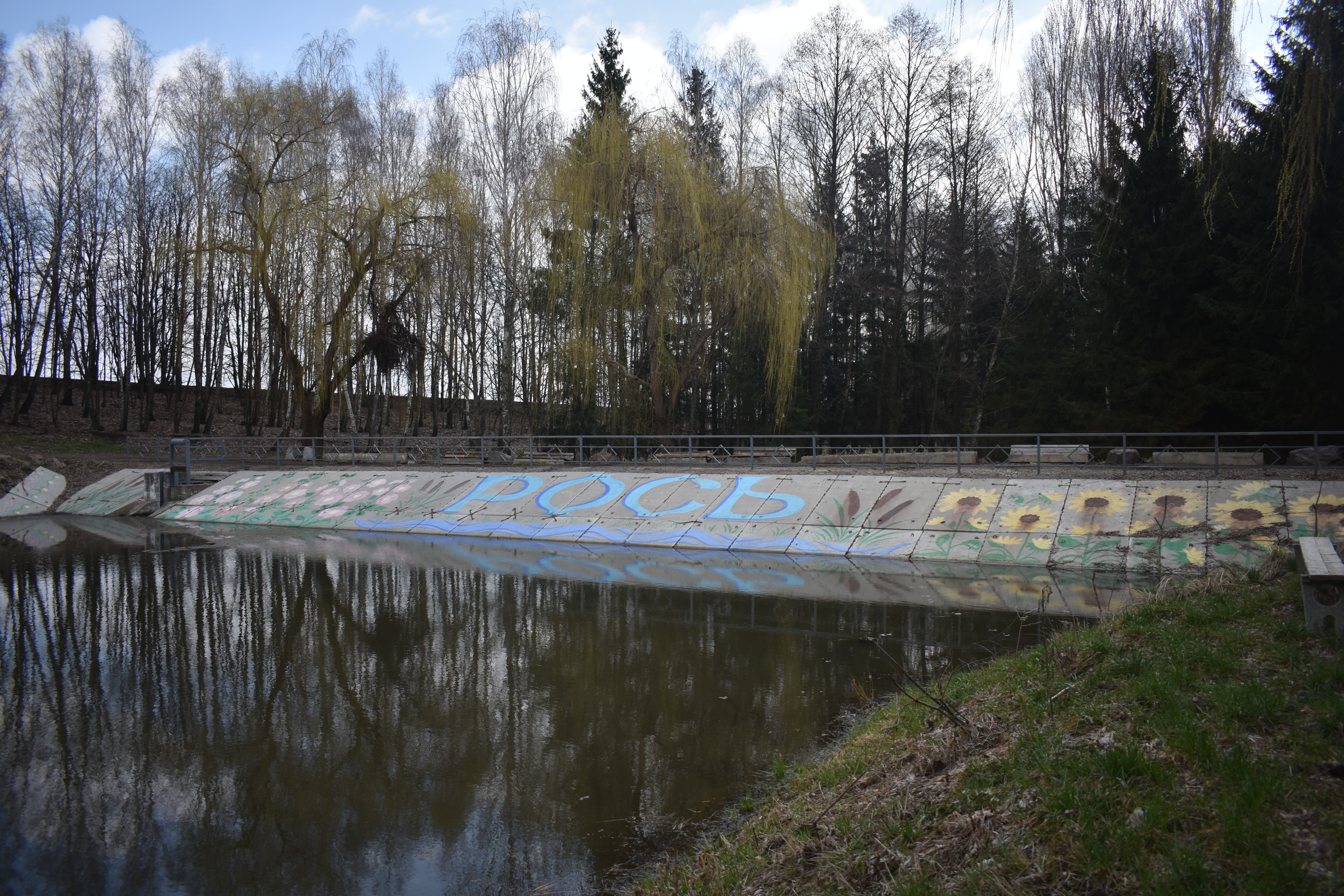
Початок річки Рось
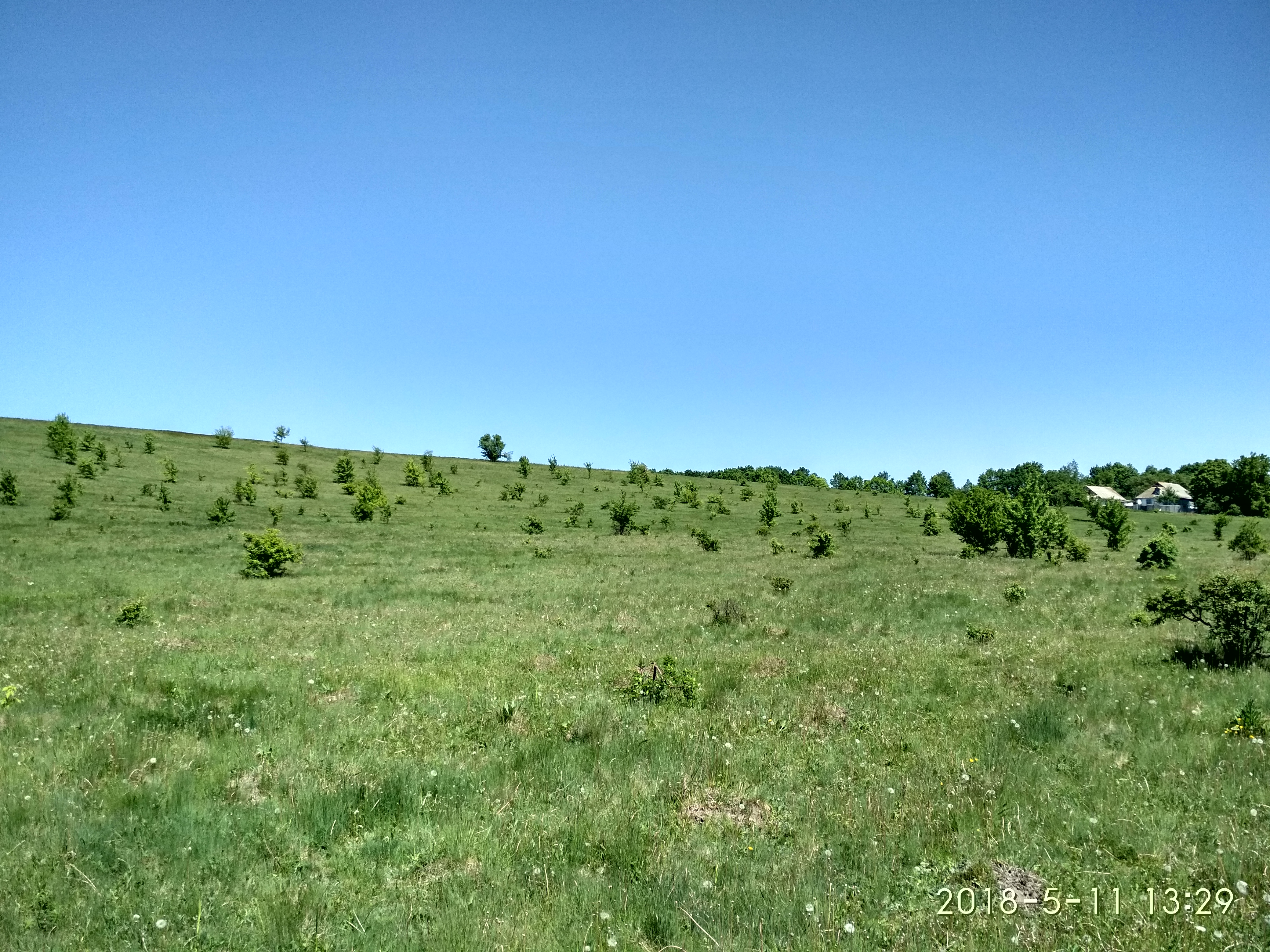
Краєвиди заказника Надросся
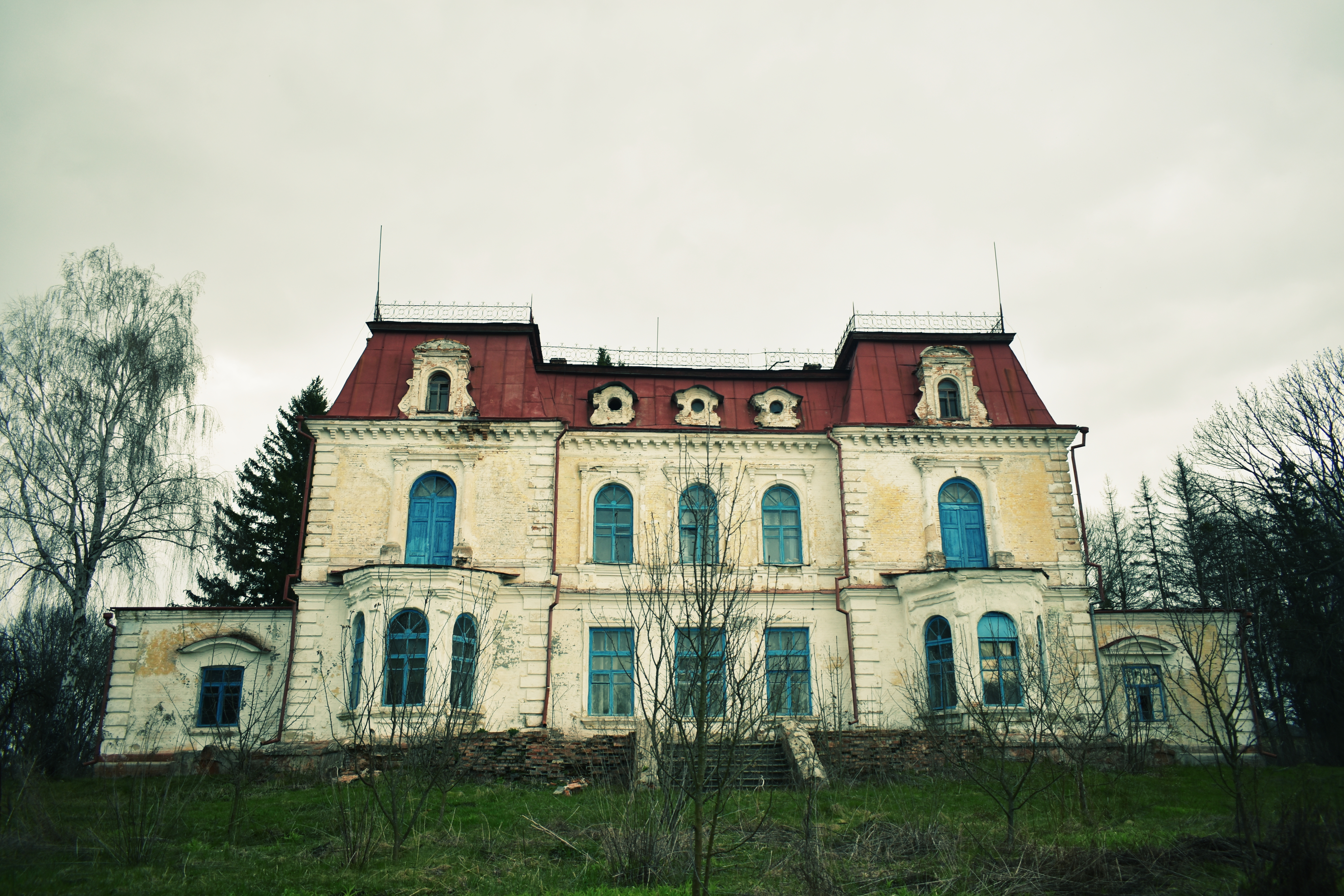
Палац в Спичинецькому парку